# Prinsengalerij

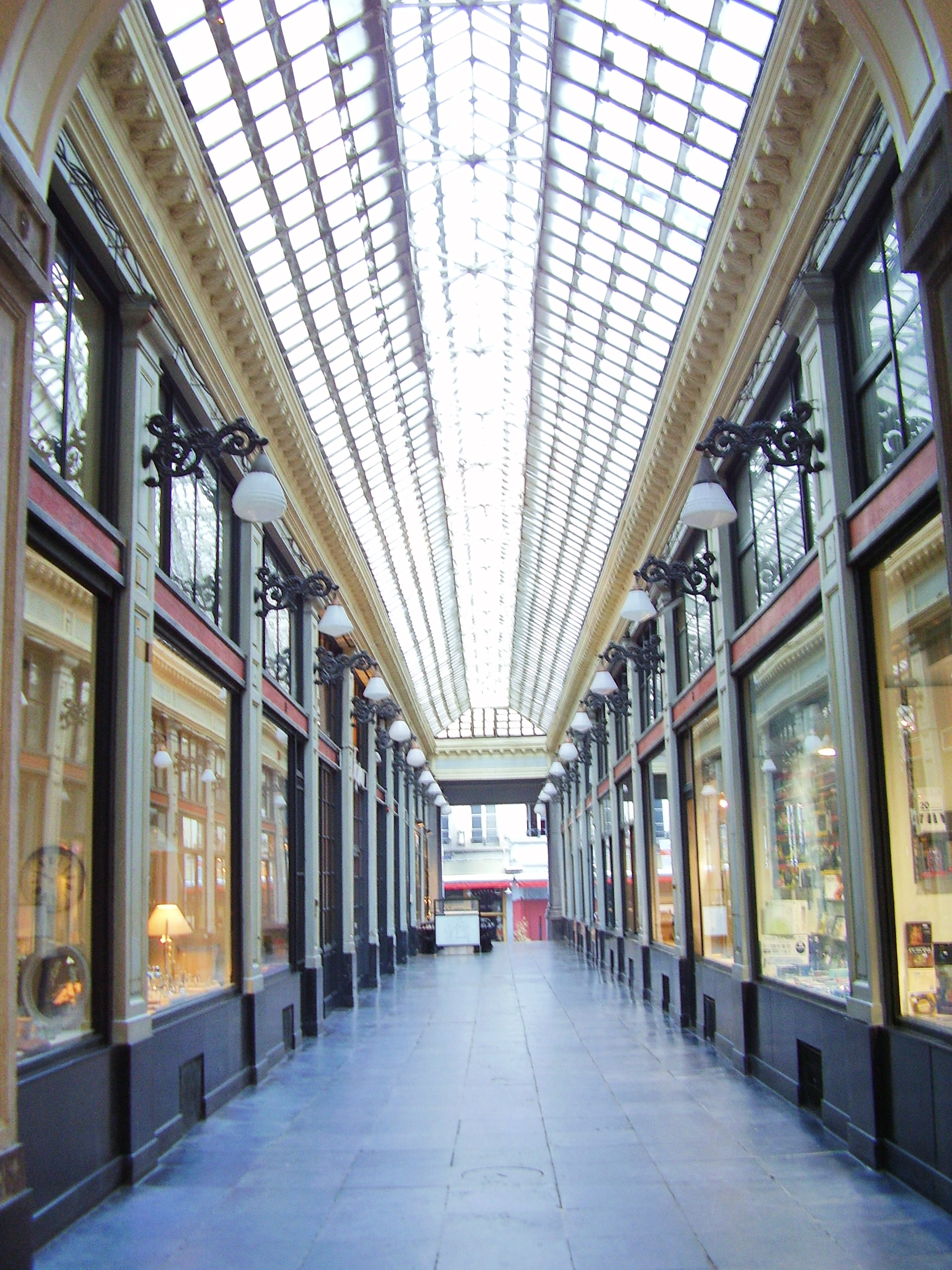
Prinsengalerij

De Prinsengalerij (Frans: Galerie des Princes) is een 19e-eeuwse galerij in Brussel. Deze galerij vormt samen met de Koningsgalerij en de Koninginnegalerij een uniek architecturaal geheel: de Koninklijke Sint-Hubertusgalerijen. De galerijen zijn overdekt en er zijn talloze winkels.
Terwijl de Koninginnegalerij en de Koningsgalerij in elkaars verlengde liggen, ligt de Prinsengalerij loodrecht op ongeveer het midden van de Koningsgalerij en loopt tot aan de Dominicanenstraat.